# Hartford (Dakota Południowa)
Hartford – miasto w Stanach Zjednoczonych, w stanie Dakota Południowa, w hrabstwie Minnehaha.